# Tomba dei Demoni alati
La tomba dei Demoni alati è un'antica sepoltura etrusca situata nella necropoli di Poggio Prisca a Sovana, presso il parco archeologico Città del Tufo, nel comune di Sorano.

## Storia e descrizione
La tomba è stata scoperta nel 2004 durante dei lavori di manutenzione del sentiero del parco archeologico presso la necropoli di Poggio Prisca, a circa 60 metri dalla tomba Ildebranda. È stata riportata alla luce nel 2005, con scavi condotti dalla Soprintendenza ai Beni archeologici della Toscana, in collaborazione con il Dipartimento di scienze dell'antichità dell'Università Ca' Foscari Venezia.
Si tratta di una sepoltura a edicola, scolpita nella parete tufacea, con frontone (franato intorno al XVIII secolo) pregevolmente decorato con stucco a colori, raffigurante la figura alata di Scilla in ottimo stato di conservazione. Simmetricamente davanti alla facciata, erano posizionate due sculture su alti podi, di cui è conservata quella di sinistra, raffigurante un leone.
In una nicchia più in basso, si trova un profondo vano centrale in cui è scolpita una statua policroma del defunto nell'atto di banchettare di fronte all'ingresso dell'Ade. Ai due lati erano invece scolpiti due demoni alati femminili, di cui rimane oggi visibile solo quello di sinistra, che porta una fiaccola ed è identificabile con Vanth.